# Гайнсдорфергрунд
Гайнсдорфергрунд (нім. Heinsdorfergrund) — громада в Німеччині, розташована в землі Саксонія. Входить до складу району Фогтланд. Складова частина об'єднання громад Райхенбах-ім-Фогтланд.
Площа — 21,96 км2. Населення становить 1948 ос. (станом на 31 грудня 2020).